# 特兰斯帕达纳共和国
特兰斯帕达纳共和国（義大利語：Repubblica Transpadana），或意译作波河外共和国，是一個存在於18世紀的義大利，法國控制下的一個姊妹共和国。1796年，拿破崙率領法國軍隊進攻北義大利，滅亡了奧地利帝國控制下的米蘭公國，建立了特兰斯帕达纳共和国。1797年7月9日，與奇斯帕达纳共和国合併，建立奇萨尔皮纳共和国。